# Fletcherisme
 (mars 2023).
Le fletcherisme est un système alimentaire mis de l'avant par Horace Fletcher (en). Il consiste à pratiquer une longue mastication lors de l'alimentation. La nourriture bien mastiquée serait ainsi plus facile à digérer et permettrait une meilleure assimilation des nutriments. La méthode, quoique simple, serait grandement efficace pour une alimentation en pleine conscience et plus saine pour l'organisme,,.

## Origines
Horace Fletcher, originaire d'Angleterre, fut gravement malade et a réussi à retrouver la santé grâce à la mastication. Sa technique était simple, mâcher au moins 36 fois chaque bouchée avant d'avaler.